# Fraxinus mandshurica
Fraxinus mandshurica is een boomsoort in de olijffamilie (Oleaceae).
Deze loofboom komt voor in het noordoosten van Azië: Noordoost-China en Mantsjoerije (in het bijzonder de vlakte van de Amoer), het Russische Verre Oosten, Korea en Japan.
De boom wordt tot 30 m groot. De oneven geveerde bladeren bestaan uit zeven tot elf scherp getande blaadjes.
Het hout van de boom is buigzaam, zwaar en hard. Het is waardevol als fineerhout en als hout voor meubels en gymnastiektoestellen.

## Bedreiging
De illegale houtkap en ongecontroleerde handel van deze boomsoort en van de in hetzelfde gebied voorkomende Quercus mongolica (Mongoolse eik) verarmen echter de loofbossen en bedreigen de diersoorten die ze als bron van voedsel gebruiken en, indirect, roofdieren die deze dieren als prooi hebben, zoals de Siberische tijger en de amoerpanter.
De Russische Federatie heeft daarom in 2014 gevraagd om deze twee boomsoorten op te nemen in bijlage III bij de Overeenkomst inzake de internationale handel in bedreigde in het wild levende dier- en plantensoorten (CITES). Ze wenst daarmee de medewerking van andere landen te verkrijgen om de in- en uitvoer van deze soorten te controleren; die zou slechts mogen indien kan aangetoond worden dat het hout op legale wijze is gekapt.
... · 
F. angustifolia (Smalbladige es) · 
F. excelsior (Es) · 
F. mandshurica · 
F. ornus (Pluim-es ) ·
...